# Ernesto Barros Jarpa
Ernesto Barros Jarpa (Chillán, 7 de julio de 1894 - Santiago, 15 de julio de 1977) fue un abogado, académico, escritor, periodista, diplomático y político chileno, miembro del Partido Liberal (PL). Es reconocido por su labor política durante tres periodos como ministro de Relaciones Exteriores en distintos gobiernos, el último de ellos, durante la Segunda Guerra Mundial, como también, por el sándwich Barros Jarpa, cual fue bautizado en su honor.

## Familia y estudios
Nació en la comuna chilena de Chillán el 7 de julio de 1894, hijo de José Agustín Barros Merino y Adelaida Jarpa Merino, hija a su vez del general Juan Jarpa Caamaño, quien fuera consejero de Estado en la administración del presidente Manuel Bulnes. Ana Barros Jarpa, una de sus hermanas, se casó con el abogado y político liberal Matías Silva Sepúlveda, quien fuera diputado, senador y ministro de Estado durante el segundo gobierno del presidente Arturo Alessandri.
Realizó sus estudios superiores en la Escuela de Derecho de la Universidad de Chile, egresando como abogado el año 1915, a los veintiún años de edad, con la memoria titulada La solución pacífica de los conflictos internacionales. Se dedicó a las actividades periodísticas, abordando temas internacionales.
Se casó con Sara Vergara Zañartu, con quien tuvo tres hijas.

## Carrera pública y política
Ingresó a la administración pública en 1910, como oficial de la Oficina Central de Estadística, tres años después, en 1913, fue oficial del Ministerio de Relaciones Exteriores. Militó en la Juventud Liberal del Partido Liberal (PL), del cual más tarde fue prosecretario en 1912, secretario general en 1918 y vicepresidente en 1922.
Fue designado, en el marco del primer gobierno del presidente Arturo Alessandri, como subsecretario de Relaciones Exteriores, el 23 de diciembre de 1920, a la edad de veintiséis años. A continuación, el 17 de agosto del año siguiente, fue designado como titular del Ministerio de Relaciones Exteriores, Culto y Colonización, ejerciendo el cargo hasta el 29 de agosto de 1922. En su gestión, cabe destacar, entre otras, el despacho de la ley del Transandino a Uspallata.
En 1921, además, fue abogado del Estado de Chile ante la Comisión Plebiscitaria de Tacna y Arica, en que fue árbitro el presidente de Estados Unidos, gracias a su gestión; y actuó paralelamente como ministro plenipotenciario en la embajada de Brasil, presidida por Jorge Matte Gormaz; viajó también a Argentina y Uruguay. El 20 de julio de 1922 consiguió la suscripción del protocolo de Washington y el 12 de enero de 1923 se le designó abogado de Chile ante el presidente de Estados Unidos. En 1923, visitó también Perú, Panamá y Cuba. Regresó a Chile en mayo de 1924.
En las elecciones parlamentarias de ese mismo mes y año, fue elegido como diputado por el departamento de Santiago, por el periodo legislativo 1924-1927. Durante su gestión integró la Comisión Permanente de Relaciones Exteriores y Culto. Sin embargo, no logró finalizar su periodo parlamentario, a causa de la disolución del Congreso Nacional el 11 de septiembre de 1924, mediante decreto de la Junta de Gobierno, establecida tras un golpe de Estado.
Posterior a la normalización institucional, el 15 de octubre del año siguiente, fue designado nuevamente como titular del Ministerio de Relaciones Exteriores por el vicepresidente Luis Barros Borgoño, manteniéndose en el puesto, pero en calidad de subrogante, por ratificación del presidente Emiliano Figueroa Larraín el 23 de diciembre y dejándolo finalmente el 4 de febrero de 1926. 
El 16 de agosto de 1932, fue designado por el presidente provisional Carlos Dávila, como titular del Ministerio de Hacienda, en calidad de interino. El 14 de septiembre del mismo año abandonó ese cargo, y fue nombrado como biministro en las carteras de Interior y Salubridad Pública por el presidente provisional general Bartolomé Blanche, ejerciendo ambas funciones hasta el 2 de octubre del mismo año. En ese mismo periodo, fungió continuamente como presidente de la Compañía de Telégrafo Comercial, de la Caja de Crédito Hipotecario, de la Compañía Chilena de Electricidad y de la Compañía de Teléfonos de Chile, hasta fines de la década de 1930. Fue consejero legal de la Caja de Amortización, en 1936.

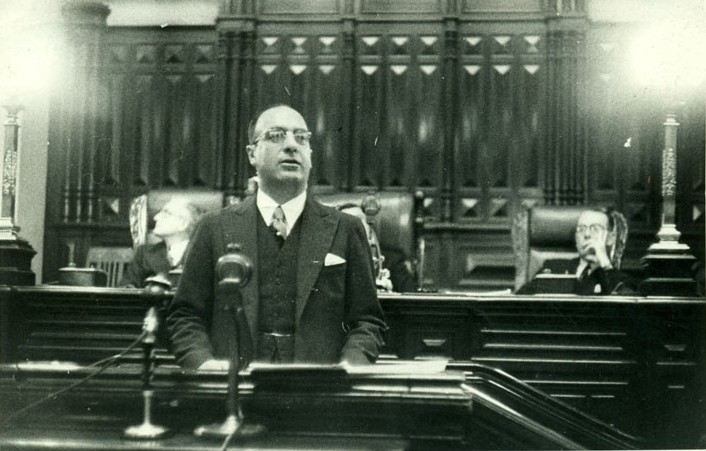
Ernesto Barros Jarpa en la 8.ª Conferencia Panamericana en Lima en 1938.

En 1938, fue miembro de la Corte Permanente de Arbitraje de La Haya y miembro honorario del Instituto Chileno-Norteamericano de Cultura. En el mismo año fue delegado de Chile a la 8ª Conferencia Panamericana, realizada en Lima, Perú.
Seguidamente, el 2 de abril de 1942, asumió por tercera vez como titular del Ministerio Relaciones Exteriores, en esta ocasión nombrado por el presidente radical Juan Antonio Ríos, permaneciendo en la repartición hasta el 26 de octubre, siendo su principal política, la continuación de la neutralidad chilena en la Segunda Guerra Mundial, sin embargo fue destituido del cargo por petición del oficialista Partido Radical (PR) y por las presiones estadounidenses sobre el presidente Ríos.[cita requerida]
Con posteridad, en 1948, fue delegado de Chile a la 9ª Conferencia Panamericana, realizada en Bogotá, Colombia, y en 1960 presidió la delegación chilena a la Conferencia Interamericana celebrada en Quito, Ecuador.
Falleció en la Clínica Santa María de la comuna de Santiago, a las 10:00 UTC del 15 de julio de 1977, afectado por una dolencia cardiaca. Sus restos fueron velados en la Capilla del Sagrado Corazón de la comuna de El Bosque, mientras que sus funerales se realizaron de manera privada.

## Carrera académica y otras actividades
Por otra parte, desempeñó labores académicas en la Universidad de Chile, impartiendo la cátedra de derecho internacional público durante más de cuatro décadas, además de publicar amplio material relativo a la asignatura, llegando a ser profesor emérito en 1966 y miembro de número de la Academia Chilena de la Historia en 1956. En 1966, fue también miembro de la Facultad de Ciencias Jurídicas y Sociales de la universidad. Fue columnista y redactor de los diarios La Nación —donde escribió con el pseudónimo de William Temple—, en 1917 y El Mercurio, en 1927. Paralelamente desarrolló su actividad profesional, siendo en dos ocasiones abogado integrante de la Corte Suprema de Chile (1944-1947 y 1956). Fue profesor de política exterior en la Academia del Alto Mando de las Fuerzas de la Defensa Nacional, entre 1953 y 1955.
Ejerció como presidente de la Cámara Central de Comercio de Chile entre los años 1950 y 1954. Asimismo, fue director de la Sociedad Constructora de Establecimientos Hospitalarios y vicepresidente de la Cámara Central de Comercio, hasta 1960.
Fue socio de la American Association of International Law, de la Academia de Ciencias y Letras de Nápoles, y miembro de los clubes: Club de La Unión, Santiago Paperchase Club, Metropolitan Club, Chevy Chase Club de Washington y Rotary Club de Santiago.

## Obra escrita
Fue autor de las siguientes obras:
- La solución pacífica de los conflictos internacionales, 1915.
- Hacia la solución, 1922.
- Las conferencias de Washington, 1923.
- Defensa de Chile, 1924.
- How Chile has met the depression (en inglés), 1935.
- Homenaje al profesor don José Guillermo Guerra, 1936.
- El barón de Río Blanco, 1941.
- Nuevos conceptos del orden internacional, especialmente en América, 1942.
- Relaciones chileno-bolivianas, 1943.
- Esquemas.
- De las explicaciones dadas en clase de Derecho Internacional Público.
- La carta mundial, 1945.
- Homenaje al profesor don Alejandro Álvarez, 1953.
- La segunda independencia, 1956.

## Condecoraciones
- Gran Cruz de Caballero de la Orden de la Corona de Italia ( Italia).[1]
- Gran Cruz de la Orden del Libertador ( Venezuela).[1]
- Cruz Roja de Cuba ( Cuba).[1]